# Distretti congressuali del Colorado

Distretti congressuali del Colorado

Lo stato del Colorado è diviso in 8 distretti congressuali, ognuno rappresentato da un rappresentante alla Camera dei rappresentanti degli Stati Uniti.
I distretti sono attualmente rappresentati al 119º Congresso degli Stati Uniti d'America da 4 democratici e da 4 repubblicani.

## Distretti e rispettivi rappresentanti
| Distretto | Rappresentante     | Partito      | CPVI | In carica dal  | Mappa del distretto |
| --------- | ------------------ | ------------ | ---- | -------------- | ------------------- |
| 1°        | Diana DeGette      | Democratico  | D+29 | 3 gennaio 1997 |                     |
| 2°        | Joe Neguse         | Democratico  | D+20 | 3 gennaio 2019 |                     |
| 3°        | Jeff Hurd          | Repubblicano | R+5  | 3 gennaio 2025 |                     |
| 4°        | Lauren Boebert     | Repubblicano | R+9  | 3 gennaio 2025 |                     |
| 5°        | Jeff Crank         | Repubblicano | R+5  | 3 gennaio 2025 |                     |
| 6°        | Jason Crow         | Democratico  | D+11 | 3 gennaio 2019 |                     |
| 7°        | Brittany Pettersen | Democratico  | D+8  | 3 gennaio 2023 |                     |
| 8°        | Gabe Evans         | Repubblicano | EVEN | 3 gennaio 2025 |                     |

## Cronologia delle configurazioni
Le tabelle riportano le mappe dei confini dei distretti congressuali dello stato del Colorado, presentati in maniera cronologica. Vengono mostrati tutti i cicli di modifica periodica dei distretti dal 1973 ad oggi.
| Anno      | Cartina dello stato | Dettaglio di Denver |
| --------- | ------------------- | ------------------- |
| 1973–1982 |                     |                     |
| 1983–1992 |                     |                     |
| 1993–2002 |                     |                     |
| 2003–2013 |                     |                     |
| 2013-2022 |                     |                     |
| Dal 2023  |                     |                     |

## Distretti obsoleti
- Distretto congressuale at-large del Colorado